# Oxypetalum glabrum
Oxypetalum glabrum är en oleanderväxtart som först beskrevs av Joseph Decaisne, och fick sitt nu gällande namn av Gustaf Oskar Andersson Malme. Oxypetalum glabrum ingår i släktet Oxypetalum och familjen oleanderväxter. Inga underarter finns listade i Catalogue of Life.